# 7968 Elst-Pizarro
Elst-Pizarro (asteroide 7968) é um asteroide da cintura principal, a 2,64089967 UA. Possui uma excentricidade de 0,16441596 e um período orbital de 2 052,29 dias (5,62 anos).
Elst-Pizarro tem uma velocidade orbital média de 16,75374353 km/s e uma inclinação de 1,3860359º.
Este asteroide foi descoberto em 14 de Julho de 1996 por Eric Elst, Guido Pizarro.